# 齐齐哈尔城水师营
齐齐哈尔城水师营或称齐齐哈尔水师营是八旗水师中的一支，属黑龙江将军管辖，驻地在齐齐哈尔城。光绪三十一年（1905年）十二月，裁撤。
康熙初期，清政府为抗击沙俄对满洲的侵犯，于康熙十三年（1674年），调吉林水师驻防瑷珲、呼兰、齐齐哈尔等地，设齐齐哈尔处水手60名。康熙二十三年（1684年）五月二十日，清政府准奏，设立齐齐哈尔水师营。是黑龙江最早成立的水师营。有观点认为，它与黑龙江城水师营、墨尔根城水师营为同一编制在不同时期的名称。最初驻地在黑龙江城，故称黑龙江城水师营。康熙二十四年（1685年）建墨尔根城。康熙二十九年（1690年），将军衙门、水师营移驻此城，称墨尔根城水师营。康熙三十九年（1700年）再迁于齐齐哈尔城，称齐齐哈尔水师营。营址高于齐齐哈尔土城西南隅。船只停泊于城西南十五里的嫩江之上，其地俗称“船套子”，今为齐齐哈尔市昂昂溪区水师营满族镇。水手除参加春秋二季训练外，为将军衙门当差、承种公田。
乾隆九年（1744年），代理黑龙江将军的布尔沙等疏称齐齐哈尔等处水师营内，除三藩人外，俱系发遣人犯子孙。现在额设水手六百八十八名、帮丁一百二十二名。为用各省五次缓决人犯替换愿回原籍的水手、帮丁之事上奏朝廷，请求获得批准。
光绪三十年（1905年）十二月，黑龙江将军程德全奏请，裁撤齐齐哈尔水师营。水师营丁家属编入汉军八旗，官员按八旗制度，改为佐领、骁骑校等。

## 后人
今齐齐哈尔市昂昂溪区设有水师营满族镇。富裕县友谊达斡尔族满族柯尔克孜族乡三家子村的村民被认为是齐齐哈尔水师营营丁后裔，或认为是因与水师营营丁有关而混淆的伊彻满洲（新满洲）。他们是中国最后使用满语的社区。